# Daurosaurus
Daurosaurus olovus is een plantenetende ornithischische dinosauriër, behorend tot de Euornithopoda, die tijdens het late Jura leefde in het gebied van het huidige Rusland.
De typesoort Daurosaurus olovus is in 2014 benoemd en beschreven door Wladimir Alifanow en Sergej Saweljow. De geslachtsnaam is een verwijzing naar de streek Daurië in Siberië. De soortaanduiding verwijst naar de rivier de Olow, aan de oevers waarvan de vindplaatsen liggen.
Fossielen van Daurosaurus zijn gevonden in lagen van de Oekoereiskformatie die vermoedelijk dateert uit het Tithonien. Deze fossielen zijn door de vulkaanas, waaruit de lagen bestaan, uitzonderlijk goed geconserveerd.
Daurosaurus is in de Hypsilophodontidae geplaatst.